# Ерик Стекел
Ерик Стекел (на английски: Eric Steckel) e американски блус рок китарист и автор на песни. Стекел също пее и свири на бас и клавирни инструменти. Роден е в 1990 г. в Пенсилвания, САЩ. Когато е само на единадесет години, излиза първият му албум A Few Degrees Warmer.
Ерик Стекел свири като специален гост с John Mayall & The Bluesbreakers по време на тяхното скандинавско турне. В началото на 2005 г. Ерик пътува до Лос Анджелис, където участва заедно с Мейъл в звукозаписната сесия за албума на Bluesbreaker, озаглавен „Road Dogs“ (издаден през 2005). Към 2009 г. Ерик живее в Джаксънвил, Флорида. Осъществява и турнета в Швеция, Норвегия и Дания.
На тридесет години вече е свирил с артисти като Рей Чарлз, Стийв Вай, Би Би Кинг, Джони Уинтър и Уолтър Траут. Може да бъде видян в скандинавските страни през 2004 г. като поддържащ китарист на John Mayall’s Bluesbreakers, с когото свири заедно и в студиото.
Ерик Стекел е известен с марката си „Bluemetal“, с която неговите огнени изпълнения му печелят все по-голяма армия от фенове и признание на музикалната критика. Така неговата It's My Own Fault вече се счита за класика.

## Дискография
- A Few Degrees Warmer (CD) – 2002,[2] Muttlee Records – 7 декември 2006[6]
- Early Pickin (CD) – няма лейбъл – 2007[1]
- Eric Steckel – Feels Like – домашен арт албум[1]
- Milestone – (CD, албум) – Eric Steckel Music – 2010[1]
- Dismantle The Sun – ‎(CD, албум) – Eric Steckel Music – 2012[1]
- Black Gold – (CD, албум) – Eric Steckel Music – 2015[1]
- Polyphonic Prayer – ‎(CD, албум) – Eric Steckel Music – 2018[1]
- Grandview Drive – (CD, албум) – Eric Steckel Music – 2020[1]

## Музикални награди
- The Lehigh Valley Music Award за изключителна електрическа китара – ноември 2003 г.[2]